# The California Ramblers
The California Ramblers was een Amerikaanse jazz- en dansband uit de jaren 1920. Het wordt beschouwd als een van de belangrijkste door jazz beïnvloede bands van dit tijdperk en diende als voorbeeld voor andere big bands.

## Geschiedenis
De California Ramblers waren een van de meest populaire en succesvolle jazzbands van de jaren 1920. Ze nam honderden nummers op voor verschillende labels zoals Vocalion Records, Edison Records, Pathe Records, Paramount Records, Silvertone Records, Columbia Records, Cameo Records en Harmony Records. Vanwege de vele deelnemende sterren werd de door Arthur Hand samengebrachte groep beschouwd als de Musician's Band. Drie van zijn leden, Red Nichols, Jimmy Dorsey en Tommy Dorsey, werden later zelf belangrijke orkestleiders.
Ondanks de bandnaam kwamen de oorspronkelijke leden uit Ohio en Pennsylvania. De naam Ramblers is afgeleid van de Rambler’s Inn in Pelham (New York). Oorspronkelijk namen ze alleen op voor Columbia Records. Hun manager Ed Kirkeby liet ze echter opnemen onder verschillende bandnamen voor andere labels in de Verenigde Staten en Canada. Hun eerste top 30-succes was in de zomer van 1922 met My Honey’s Lovin’s Arms bij Vocalion Records. Ed Kirkeby bood aanvankelijk kansen voor optredens in New York, waar ze zangeres Eva Shirley begeleidden. De eerste leider van de formatie in deze tijd was de banjospeler Ray Kitchingman, die al snel de leiding gaf aan de violist Arthur Hand. Kirkeby boekte de band voor optredens in Shanley's Dance Hall op Broadway in New York. Kort daarna had ze een lange verbintenis in de Post Lodge in Pelham Bay Park in Westchester County bij New York. De lodge werd vervolgens omgedoopt tot The California Rambler’s Inn.
Het grote succes van de band was ook het resultaat van uitgebreide toelatingspraktijken. Naast haar opnamen als California Ramblers voor Columbia Records, namen ze op onder verschillende pseudoniemen voor andere labelrecords, dus voor Pathe Actuelle als het Palace Garden Orchestra, voor Perfect as Meyer's Dance Band. Bij Grafton Records heetten ze Windsor Orchestra, andere namen waren The Golden Gate Orchestra, Goldie's Syncopators of Ted Wallace and his Orchestra. Alleen al in april 1926 namen ze meer dan een dozijn nummers op voor tien verschillende labels, meer dan enige andere band in New York destijds. De bezettingen veranderden tijdens hun frequente sessies. Ooit deed ook de trombonist Glenn Miller mee. De California Ramblers waren de eerste band die het nummer Has Anybody Seen My Gal? opgenomen. The Ramblers bleven opnemen tot halverwege de jaren 1930, maar zonder vast bandpersoneel. Opnamen onder de bandnaam werden ook gemaakt door Tommy Dorsey in 1935 en Charlie Barnet in 1937.
Bekende opnamen van de California Ramblers waren haar kenmerkende nummers California Here I Come (1924), Sheik of Araby (1921), My Honey's Lovin Arms en Bee's Knees (1922), Shine en It Had to Be You (1924), I'm in Love Again (als Southampton Society Orchestra), You Gotta Know How to Love en Stockholm Stomp (1926), At Sundown, It Was Only a Sunshower, Yes, She Do (No, She Don't) en I Love the College Girls (1927), There’s a Rainbow 'Round My Shoulder (1928), Broken Idol (1929), Reaching for the Moon, There's a wah-wah Gal in Agua Caliente en Brown Eyes, Why Are You Blue? (als Golden Gate Orchestra), ook Huggable Kissable You, Song of the Blues, Take a Little One Step (als Gotham Dance Orchestra) en Steamboat Bill (als Varsity Seven).
Terwijl de California Ramblers voornamelijk optraden of opnamen in een tentet bezetting, namen Kirkeby-muzikanten van de Ramblers extra platen op voor Columbia Records onder de bandnaam The Little Ramblers in kleinere ensembles tussen kwintet en octet bezetting. Het studio-ensemble speelde voornamelijk dixieland en nieuwigheden en bestond uit de kornettist Bill Moore, Adrian Rollini, pianist Irving Brodsky en banjospelers Ray Kitchingman en Tommy Felline. Naast haar opnamen als The Little Ramblers, maakte ze ook platen voor Pathe als The Five Birmingham Babies en voor Okeh Records als The Goofus Five.
In Allmusic beschreef criticus Cub Coda de California Ramblers als waarschijnlijk de meest perfecte blanke dansband van de jaren 1920. Vergeleken met andere belangrijke dansbands uit de jaren 1920, zoals de orkesten van Ray Miller, Roger Wolfe Kahn, Isham Jones en Paul Whiteman, die een zekere ritmische en melodische stijfheid hadden, werd de muziek van de Ramblers gekenmerkt door een zeer levendig ritme, waaraan vooral de drummer Stan King heeft bijgedragen. Hun uitbundige muziek, die grotendeels was gebaseerd op slim veranderde stockarrangementen, bevatte hete solo's van de beste muzikanten in New York, die anticipeerden op de stijl van de solisten in de grote swingbands van de jaren 1940. Een van de opvallende solisten was Adrian Rollini op bas saxofoon.
Samen met het orkest van Ben Pollack waren de Ramblers een van de eerste blanke bands die door jazz beïnvloede dansmuziek speelden. Haar opname van Copenhagen bracht Fletcher Henderson ertoe soortgelijke nummers op te nemen. De oorspronkelijke bezetting van zijn band leek erg op die van de California Ramblers. Met de intrede van de kornettist Bill Moore in de band waren de Ramblers ook de eerste band, waarin regelmatig een Afro-Amerikaanse muzikant speelde, zelfs voordat Teddy Wilson en Lionel Hampton zich bij de band van Benny Goodman voegden. De invloed van The Ramblers breidde zich ook uit naar Engeland, waar Fred Elizalde eind jaren 1920 leden van de California Ramblers naar zijn orkest bracht. Een van deze muzikanten, George Fishberg, verbleef vervolgens in Engeland en werkte onder de naam George Fisher and His Kit Kat Orchestra.
Tijdens de jaren 1970 waren er de New California Ramblers, opgericht door Vince Giordano, later overgenomen door Dick Sudhalter.

## Discografie
- 1925: Hallelujah, Vol. 2 (Biograph Records)
- 1925: The California Ramblers, Volume One (The Old Masters)
- 1925: Miss Annabelle Lee, Vol. 1 (Biograph Records)
- 1927: The California Ramblers, Volume Two (The Old Masters)
- 1926-1928: Rare Vertical Jazz 1926–1928 (Historical)
- 1925-1928: California Ramblers 1925–1928 (Timeless Records)